# لیندا تیرادو
لیندا تیرادو (به انگلیسی: Linda Tirado) نویسنده، عکاس و فعال سیاسی آمریکایی است.